# Saint-Clair-de-Halouze
Saint-Clair-de-Halouze ist eine französische Gemeinde mit 821 Einwohnern (Stand: 1. Januar 2022) im Département Orne in der Region Normandie. Sie gehört zum Arrondissement Argentan und zum Kanton Flers-1. Die Einwohner werden Halouziens genannt.

## Geographie
Die Gemeinde Saint-Clair-de-Halouze liegt etwa acht Kilometer südsüdwestlich von Flers. Das Flüsschen Halouze begrenzt die Gemeinde im Süden. Umgeben wird Saint-Clair-de-Halouze von den Nachbargemeinden La Chapelle-Biche im Norden, La Chapelle-au-Moine im Norden und Nordosten, Le Châtellier im Osten, Saint-Bômer-les-Forges im Süden, Tinchebray-Bocage im Westen sowie Chanu im Nordwesten.

## Bevölkerungsentwicklung
| Jahr                       | 1962 | 1968 | 1975 | 1982 | 1990 | 1999 | 2011 | 2021 |
| Einwohner                  | 1087 | 1050 | 934  | 794  | 866  | 845  | 872  | 835  |
| Quellen: Cassini und INSEE |      |      |      |      |      |      |      |      |

## Sehenswürdigkeiten

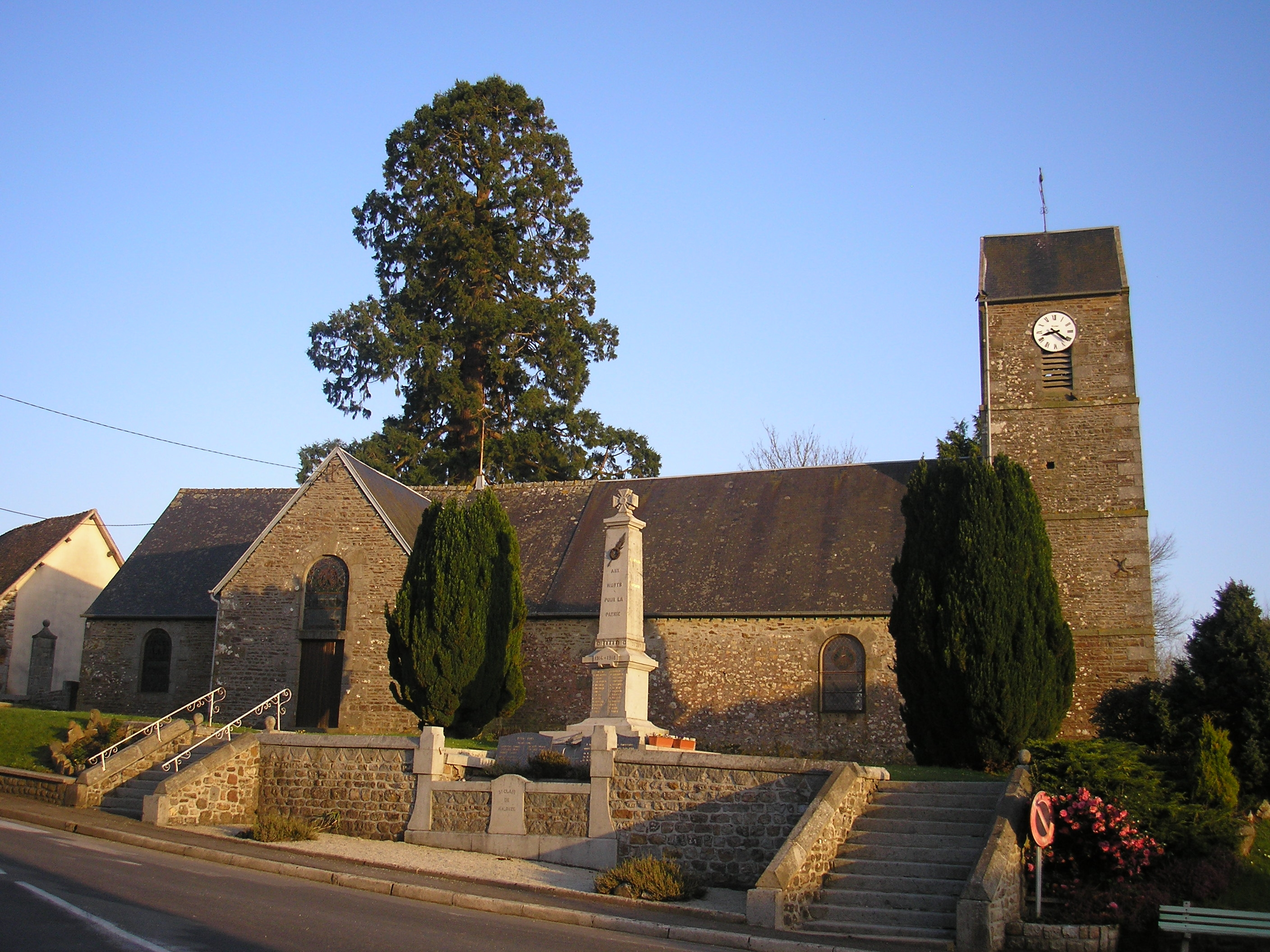
Der Dolmen de la Chambre à la Dame ist von drei Menhiren umgeben. Er liegt nördlich von Saint-Clair-de-Halouze.
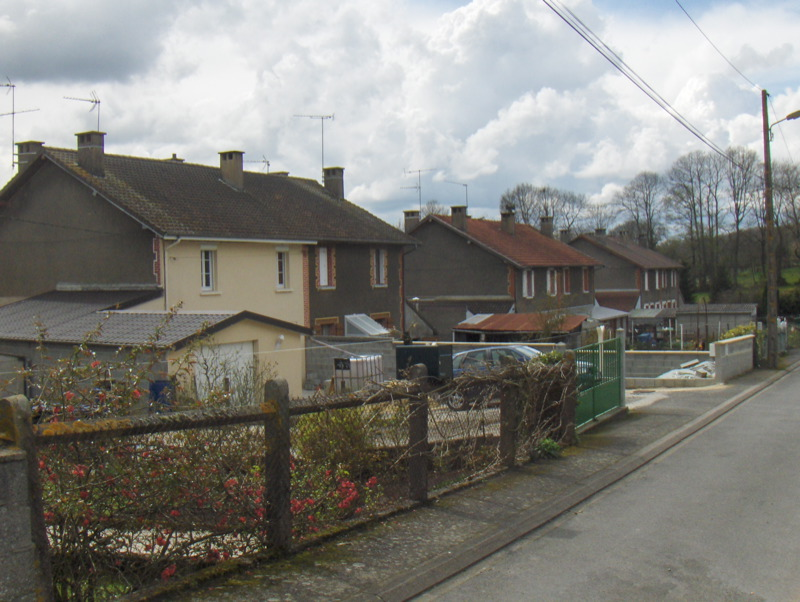
Kirche Saint-Clair

- Kirche Saint-Clair
- Bergarbeitersiedlung

## Persönlichkeiten
- Ernest Maunoury (1894–1921), Flieger im Ersten Weltkrieg